# Fiskörnar
Fiskörnar (Icthyophaga) är ett släkte i familjen hökar inom ordningen hökfåglar.
Följande sex arter placeras i släktet:
- Skrikfiskörn (Icthyophaga vocifer)
- Madagaskarfiskörn (Icthyophaga vociferoides)
- Vitbukig fiskörn (Icthyophaga leucogaster)
- Salomonfiskörn (Icthyophaga sanfordi)
- Mindre fiskörn (Icthyophaga humilis)
- Gråhuvad fiskörn (Icthyophaga ichthyaetus)

De fyra första arterna placerades tidigare i släktet Haliaeetus, då med trivialnamnet havsörnar. Genetiska studier visar dock att de står närmare mindre och gråhuvad fiskörn och har därför flyttats hit.